# Изкуството на войната
За филма със същото име на режисьора Кристиян Дюге вижте „Изкуството на войната“ (филм).
„Изкуството на войната“ е известна китайска книга за военните стратегии, написана в края на 6 или началото на 5 век пр.н.е.
За неин автор се смята Сун Дзъ, високопоставен военен генерал и стратег от периода Чунцю /края/. Някои учени вярват, че книгата не е завършена до следващия период на воюващите царства, а съществуват и теории, които приписват книгата на неизвестна група китайски философи.
Книгата съдържа 13 глави, всяка от които е посветена на един от аспектите на войната. Смята се за фундаментален и основополагащ труд по темата за военната стратегия и тактика в Източна Азия. Многократно коментирана в древен Китай, „Изкуството на войната“ е една от най-старите и най-успешните книги по военна стратегия в света. Тя е най-известният и влиятелен труд сред Седемте военни класики на Китай. За последните две хиляди години тя остава най-важният военен трактат в Азия, където дори и обикновените хора го знаят по име. Освен в източното военно мислене, книгата оказва влияние и на бизнес тактиките и други сфери на живота. В модерните времена се изучава във военните академии на: Япония, Русия, Германия, САЩ. Текстът ѝ се използва и в различни военни игри, включително StarCraft.
Сун Дзъ подчертава значението на нуждата от позициониране във военната стратегия. Изборът на позиция на армията трябва да се основава на обективни условия, както във физическата среда и субективното мнение на други, конкурентни участници в тази среда. Той смята, че стратегията не е планиране, в смисъл на работа, чрез изготвен преди това списък, а по-скоро нуждата от динамични, бързи и подходящи действия, в отговор на променящите се условия. Планирането на работата се извършва в контролирана среда, която същевременно се променя, конкурентните планове се сблъскват, като се създават неочаквани ситуации.
Книгата е преведена първо на френски език през 1772 г. от френския йезуит Жан Жозеф Мари Амио, а на английски език – през 1905 година от британския офицер Евералд Фъргюсън Калтроп. В последно време книгата е модерна сред мениджърите, които се опитват да я прилагат в света на бизнеса. Тя се ползва дори и в спорта: треньора на австралийския национален отбор по крикет Джон Бюканън раздава откъси от нея на своите играчи преди мача срещу Англия през 2001 г.

## Сведения и значение
Всъщност „Изкуството на войната“ надхвърля темата за военните стратегии и дава напътствия за ръководене на голямо и сложно общество, каквито са царствата от епохата Джанго Дзе. Обсъждат се икономически, тактически, социални и други аспекти на войната.
От детайлите е направен изводът, че трактатът е написан в периода У Ба („Петте хегемона“).
Правилата и напътствията лесно се обобщават и са приложими при управление на всяка сложна обществена структура. Това е забелязано още от древните коментатори.
Китайската традиция включва трактата в „Седемкнижието“ или „Канон за военната наука“ (У дзин). „Изкуството на войната“ и по-късният трактат на У Дзъ, формират основата на „Канона“.

### Описание на разделите
1. Планиране (Стратегия) – Изследва петте фундаментални фактора: път, сезони, терен, лидерство и управление и седем елемента, които определят резултатите от военните задължения. Посредством мислене, оценяване и сравняване на тези точки, командирът може да изчисли шансовете за победа. Обикновено отклонението от тези изчисления ще осигури недостатъчност, чрез неправилно действие. В текста се подчертава, че войната е от сериозно значение за държавата, и тя не бива да бъде започвана без необходимото обмисляне.
2. За „Изкуството на войната“ (Воденето на война) – Обяснява как да се разбира воденето на война и как успехът от нея изисква спечелването на решаващите сражения бързо.
3. Въведение в атаката – Определя източника на сила, като единство, не като размер. Обсъждат се пет фактора, които са необходими за успеха във всяка война. По ред на важност, тези критични фактори са: атака, стратегия, съюзи, армия и градове.
4. Тактика (Разполагане на военните сили) – Обяснява значението на защитата на съществуващите позиции, докато командирът е в настъпление и как позициите да бъдат в безопасност.
5. Енергия (Използване на силите) – Обяснява градивния характер и времето, в изграждането на армията.
6. Силни и слаби страни – Обяснява какви са възможностите на армията, да се възползва от слабостите на противника.
7. Маньовър (Борба за инициатива) – Обяснява опасностите от пряк конфликт и как да бъдат спечелени подобни сблъсъци, когато те са неизбежни.
8. Девет тактически варианта – Фокусира се върху необходимостта от гъвкавост на армията. Обяснява как успешно да се реагира към променящите се обстоятелства.
9. Армията в поход – Описва различните ситуации, при които армията може да се намира при движението си из територията на противника и как да им отговори. Голяма част от този раздел се фокусира върху оценката на намеренията на противника.
10. Теренът – Разглежда три основни области на противодействие: разстояние, опасности и препятствия и шест вида на наземните позиции, които произтичат от тях. Всяка от тези шест позиции предлага определени предимства и недостатъци.
11. Деветте варианта за терен – Описва често срещани ситуации в кампания, от разпръсване на войската до убийство.
12. Нападение с огън – Обяснява възможностите за ползване на оръжие, спрямо специфичните особености на околната среда.
13. Използването на шпиони – Акцентира върху важността от създаването на добри източници на информация. Определя пет вида разузнавателни източници и как най-добре да бъде управляван всеки един от тях.

## Български превод и коментари
- Сун Дзъ, У Дзъ. „Трактати за военното изкуство“; изд. „Шамбала“, С. 1995
- Сун Дзъ, Конфуций, Мън Дзъ и др. – „Изкуството на войната. Древни китайски трактати“; изд. „Труд“, С. 2005